# 小行星8035
小行星8035（英語：8035）是一颗围绕太阳公转的小行星。1992年10月2日，太空监视在基特峰发现了此天体。
这颗小行星的绝对星等为6.03480589855678等。